# Phalacrotophora petropolitana
Phalacrotophora petropolitana är en tvåvingeart som beskrevs av Borgmeier 1925. Phalacrotophora petropolitana ingår i släktet Phalacrotophora och familjen puckelflugor. Inga underarter finns listade i Catalogue of Life.